# Joseph Fiennes
Joseph Alberic Fiennes (Salisbury, Wiltshire, 27 mei 1970) is een Engels filmacteur en toneelspeler. Hij is waarschijnlijk het bekendst van zijn rollen als William Shakespeare in Shakespeare in Love en Robert Dudley in Elizabeth. 

## Biografie

### Vroege jaren
Joseph Fiennes werd geboren in Salisbury, Wiltshire, als de zoon van romanschrijfster Jennifer Lash en fotograaf Mark Fiennes. Hij was de jongste van zes kinderen en groeide op in West Cork, Ierland. Hij is de broer van acteur Ralph Fiennes, filmmakers Sophie Fiennes en Martha Fiennes, componist Magnus Fiennes en, zijn tweelingbroer, Jacob Fiennes, een milieuactivist. Zijn pleegbroer Michael Emery is archeoloog.

### Carrière
Na het verlaten van de kunstacademie ging hij werken bij jeugdtheater Young Vic. Hij studeerde verder aan de Guildhall School of Music and Drama. Zijn eerste professionele toneeloptreden was in 1993 in West End theater met Women in Black, gevolgd door A Month in the Country met tegenspeelster Helen Mirren. Vervolgens was hij voor twee seizoenen lid van de Royal Shakespeare Company.
In 1995 maakte hij zijn televisiedebuut als Willy in The Vacillations of Poppy Carew. Zijn eerste film was Stealing Beauty uit 1996, waarin ook Liv Tyler speelde. In 1998 speelde Fiennes in twee films die allebei werden genomineerd voor Academy Awards: hij speelde Robert Dudley tegenover Cate Blanchett in Elizabeth en vertolkte de rol van William Shakespeare, met Gwyneth Paltrow in zijn beste en meest populaire film, Shakespeare in Love, die zeven Oscars won, waaronder die voor Beste Film. Na het succes van Shakespeare in Love kreeg hij vijf filmaanbiedingen van een grote filmstudio die hij allen afsloeg. In plaats daarvan besloot hij terug te keren naar het theater. Hij staat er om bekend erg selectief te zijn in zijn werk en slaat geregeld filmaanbiedingen af om in het theater te kunnen spelen.
Naast acteerwerk verleende hij ook zijn stem voor de film Sinbad: Legend of the Seven Seas uit 2003, waarin hij te horen is als Proteus. In datzelfde jaar was hij te zien als Maarten Luther in de film Luther en speelde hij de rol van Bassanio in The Merchant of Venice.
In de lente van 2006 was hij in Zuid-Afrika om daar de film Goodbye Bafana op te nemen van regisseur Bille August. Fiennes is in deze film te zien als James Gregory, schrijver van het boek Goodbye Bafana: Nelson Mandela, My Prisoner, My Friend.

### Privéleven
Hij is een actief filantroop en is betrokken bij verschillende goede doelen, die zich voornamelijk inzetten voor de bestrijding van armoede en geld vragen voor onderzoek naar borstkanker. Fiennes reisde in 2003 naar Angola om daar het werk van Christian Aid, een goed doel, te bekijken. Hij hielp de organisatie met het inzamelen van geld door een driedelige reportage te maken die in datzelfde jaar door BBC News werd uitgezonden. Ook is hij ambassadeur voor The Prince's Trust.

## Filmografie
- 1995 - The Vacillations of Poppy Carew - Willy
- 1996 - Stealing Beauty - Christopher
- 1998 - Shakespeare in Love - William "Will" Shakespeare
- 1998 - Elizabeth - Robert Dudley
- 1998 - Martha, Meet Frank, Daniel and Laurence - Laurence
- 1999 - Forever Mine - Manuel Esquema/Alan Riply
- 2001 - Enemy at the Gates - Commissaris Danilov
- 2001 - Dust - Elijah
- 2002 - Killing Me Softly - Adam
- 2003 - Luther - Maarten Luther
- 2004 - The Merchant of Venice - Bassanio
- 2005 - The Great Raid - Majoor Gibson
- 2005 - Man to Man - Jamie Dodd
- 2006 - Running with Scissors - Neil Bookman
- 2006 - The Darwin Awards - Michael Burrows
- 2007 - Goodbye Bafana - James Gregory
- 2008 - Der rote Baron - Kapitein Roy Brown
- 2008 - You Me and Captain Longbridge - Narrator
- 2008 - The Escapist - Lenny Drake
- 2008 - Spring 1941 - Artur Planck
- 2009 - Against the Current - Paul Thompson
- 2009 - FlashForward - FBI Agent Mark Benford
- 2011 - Camelot - Merlin
- 2011 - American Horror Story - personage verschilt per seizoen
- 2014 - Hercules - King Eurystheus
- 2015 - Strangerland - Matthew Parker
- 2016 - Risen - Clavius
- 2017 - The Handmaid’s Tale - Commander Fred Waterford

### Stemmen
- 2003 - Sinbad: Legend of the Seven Seas - Proteus